# Agrius rothschildi
Agrius rothschildi is een vlinder uit de familie van de pijlstaarten (Sphingidae). De wetenschappelijke naam van de soort werd in 2000 gepubliceerd door I.J. Kitching & Cadiou.